# 롭 벨
로버트 홈즈 벨 주니어(Robert Holmes Bell Jr., 1970년 8월 23일 ~ )는 미국의 작가이자 연설가이다. 그는 미시간주의 그랜빌에 마스힐성경교회를 설립하고 2012년까지 목회했었으며 그의 지도 아래 마스 힐은 미국에서 가장 빠르게 성장하는 교회 중 하나였다. 벨은 또한 뉴욕 타임스 베스트셀러 《사랑이 이긴다 (Love Wins)》의 저자이자 누마라는 종교적 단편 영화 시리즈의 작가이자 내레이터이기도 하다. 2011년에 타임지는 그를 타임 100인 목록에 포함시켰다. 이후 그는 영성과 리더십과 관련된 주제에 관한 다양한 토크쇼와 전국 강연 투어에 출연하는 프리랜서 작가이자 연설가가 되었다. 그는 또한 The Robcast라는 인기 팟캐스트를 진행하고 있으며 2018년에는 《이단자 (The Heretic)》라는 제목으로 그의 관한 다큐멘터리가 개봉되었다.

## 신학적 견해
벨은 자신의 글에서 "나는 어떤 종교 체계, 어떤 세계관이든 그 안에 있는 진리를 긍정한다. 그것이 사실이라면 그것은 하나님께 속한 것이다"라고 말했다.

2011년에 그가 낸 저서 《사랑이 이긴다 (Love Wins)》는 복음주의 내에서 큰 논란을 불러일으켰는데 이것은 타임지의 표지 기사와 뉴욕타임스 특집 기사의 주제가 되기도 했다. 책에서 벨은 그는 다음과 같이 말했다.
"이 (지옥이 영원하고 의식적인 고통이라는) 교리는 많은 사람들에게 기독교 신앙의 핵심 진리라고, 이를 거부하는 것은 본질적으로 예수를 거부하는 것이라고, 분명하게 전달되었다. 이것은 그릇되고 해로운 것이며 우리 세상이 절실히 들어야 하는 사랑, 평화, 용서, 기쁨에 대한 예수님의 메시지의 전염적인 확산을 궁극적으로 파괴하는 것이다."
이 책에서 벨은 보편 화해 신학을 포함해서 지옥에 대한 다양한 견해를 개괄적으로 설명한다. 그는 이들 중 어느 것도 자신의 견해로 삼진 않지만 "[보편 화해적 견해]에 대해 어떤 이의가 있든 (그리고 그 수가 많다) 그것을 갈망하는 것이 적절하고 지당하고 크리스천적이라는 점을 인정해야 할 것이다"라고 말했다" (《사랑이 이긴다》, 111쪽).
이 책은 알버트 몰러, 존 파이퍼, 대이빗 플랫 등의 수많은 보수적인 복음주의자들 (특히 개혁 교회 지도자들)에게 비판받았다. 몰러는 이 책이 보편주의를 거부하지 않았기에 "신학적으로 파멸적"이라고 말했다. 브라이언 맥라렌, 그렉 보이드 및 유진 피터슨 등의 다른 복음주의자들은 벨의 견해를 옹호했다. 벨은 자신이 보편주의자라는 사실을 부인하고 자신은 어떤 특정한 견해도 받아들이지 않지만 기독교인들은 이 문제에 대해 불확실성의 여지를 남겨 두어야 한다고 주장한다. 존 미첨이 말했듯이 《사랑이 이긴다》는 [벨의] "확실함을 요구하기보다는 신비스러움을 안고 살아가자는 변론"를 제시하고 있다. 일부 복음주의자들은 이 "불확실성"이 성경의 견해와 공존할 수 없다고 주장하는 반면 다른 이들은 이 책이 단순히 성경의 일부 전통적인 해석에 대한 대망의 대화를 장려하고 있다고 말한다. 책에서 벨은 또한 기독교인들이 하나님의 이 세상을 새롭게 하심과 변화에 초점을 맞추는 대신 천국에 가는 데 초점을 맞추는 "피난 신학"에 의문을 제기한다. 벨은 예수께서, (그리고 그가 속해있던 광범위한 유대인 전통 또한,) 개인을 천국에 데려가는 것이 아닌, 하나님이 이 세상을 지속적으로 회복하시는 것에 초점을 맞췄었다고 주장한다.

2012년 7월, 벨은 클럽이자 공연장인 바이퍼 룸에서 청중에게 질문을 받은 적 있다. 질문은 기독교 내에서 게이 교인들을 받는 것에 대해 우려하는 내용이었고 벨은 이렇게 답했다. "어떤 사람들은 게이이고 당신은 우리의 형제이고 자매입니다. 우리는 당신을 사랑합니다. 우리는 당신을 사랑합니다... [게이인 사람들]은 제가 노력하는 것처럼 열정적인 예수님의 제자입니다. 그러니 우리 모두 함께 모여 우리 세계에 있는 정말 중대한 문제들에 대해서나 뭔가를 하도록 노력합시다." 2013년 3월 17일, 샌프란시스코 은혜 성당에 있었던 인터뷰에서 벨은 이렇게 말했다.
"나는 결혼을 지지한다. [부부 사이의] 정조를 지지한다. 남자와 여자, 여자와 여자, 남자와 남자를 막론하고 사랑 자체를 지지한다. [문화적으로 봤을 때] 막차는 이미 떠났다고 생각한다. 이게 우리가 살고 있는 세상의 모습이라고 생각한다. 사람들이 어떤 모습을 취하든 긍정해줘야 한다고 생각한다."[21]"
2013년 3월, 벨은 보수적인 복음주의의 상태에 대해 불만을 표하며 이를 "매우 좁고 정치와 얽혀 있으며 문화적으로 게토화된 복음주의 하위문화"라고 묘사했다. 그는 복음주의자들이 "실제로 사람들을 더 사랑스럽고 자비로운 사람으로 만들지 않는" 방식으로 하나님에 대해 이야기함으로써 "많은 사람들을 교회에서 돌아서게 했다"고 말했다. 또한 그는 복음주의자들이 "지지한 정책들과 세상관이 실제로 파괴적이며 우리는 하나님의 이름으로 그런 일을 저질렀으므로 회개해야 한다"고 말했다.
2018년에는 《이단자(The Heretic)》라는 제목으로 벨에 관한 다큐멘터리가 개봉되었다.

## 수상 및 표창
2011년 6월, 벨은 타임지에서 선정한 세계에서 가장 영향력 있는 100인의 연간 목록인 "2011 Time 100인" 중 한 명으로 선정되었다.

## 출판물
- 벨벳 엘비스: 기독교 신앙의 재구성 (존더반, 2005)ISBN 0-310-26345-X
- 성의 신: 성과 영성 사이의 끝없는 연결 탐구 (Zondervan, 2007)ISBN 0-310-26346-8
- 모든 것이 영적이다(DVD) (존더반, 2007)ISBN 0-310-28556-9
- 신들은 화내지 않는다(DVD) (플란넬, 2008)ISBN 0-310-29074-0
- 예수께서는 그리스도인들을 구원하기를 원하신다: 망명한 교회를 위한 선언 (Zondervan, 2008)ISBN 0-310-27502-4
- 별들처럼 내린다: 창의성과 고통에 대한 몇 가지 생각 (Zondervan, 2009)ISBN 0-310-32704-0
- 사랑이 이긴다 (하퍼 원, 2011)ISBN 978-0-06-204964-3
- 우리가 하나님에 대해 말할 때 말하는 것 (HarperOne 2013)ISBN 978-0062049667
- 사랑의 짐줌: 결혼을 이해하는 새로운 방법 - 크리스틴 벨과 공동 집필(HarperOne 2014)ISBN 978-0062194244
- 이곳에 있는 방법 (하퍼 콜린스 2016)ISBN 978-0007591329
- 누마 비디오
- 성경이란 무엇입니까? (하퍼원 2017)ISBN 978-0062194268
- 모든 것이 영적인 것입니다: 부서진 세상에서 길 찾기 (세인트 마틴 에센셜, 2020)ISBN 1250620562, 978-1250620569

## 같이 보기
- 종교와 영성 팟캐스트